# Habrotrocha bulbosa
Habrotrocha bulbosa is een raderdiertjessoort uit de familie Habrotrochidae. De wetenschappelijke naam van deze soort is voor het eerst geldig gepubliceerd in 1961 door Wulfert.